# Haliotis walallensis
Haliotis walallensis is een slakkensoort uit de familie van de Haliotidae. De wetenschappelijke naam van de soort is voor het eerst geldig gepubliceerd in 1899 door Stearns.